# Kenya Broadcasting Corporation
Pour les articles homonymes, voir KBC (homonymie).
La Kenya Broadcasting Corporation (KBC) est le média technique de  service public du Kenya.

## Chaînes

### Télévision
- KBC Channel One

### Radio
Modulation de fréquence

En langue nationale :
- Radio Taifa, programmes en swahili,
- English Service (95,6 FM), programmes en anglais,
- Venus (101,9 FM), captable dans les grandes villes (Eldoret, Kisumu, Mombasa, Nairobi, Nakuru et Nyeri).

En swahili et en langue locale :
- Coro (99,5  et   102,3 FM), en kikuyu vers l'ancienne province centrale et Nairobi,
- Kitwek, en langues kalenjin vers Eldoret (101,7 FM) et les comtés d'Uasin Gishu et de Trans Nzoia (98 FM),
- Mayenga (93,5 FM), en luo vers l'ancienne province de Nyanza,
- Minto (101,7 FM), en gusii vers le comté de Kisii,
- Nosim (90,5 FM), en maa vers le comté de Narok,
- Pwani (103,1 FM), dans les langues des Mijikenda vers l'ancienne province de la côte.

Moyenne fréquence

- Central Service : cette radio fonctionne du lundi au samedi de 7  à   8 h 30[1].
  - Radio Kiembu (747 PO).
- Eastern Service : ces radios émettent uniquement deux heures par jour[2].
  - Gadha, (1 233 PO),
  - Dekoma Holl (1 233 PO),
  - Lokone Radio (1 386 PO),
  - Oryal (1 233 PO),
  - Warsan (639 PO).
- Western Service : cette radio émet du lundi au vendredi de 6  à   22 h[3].
  - Lake Station (558 PO).